# Galilea Montijo

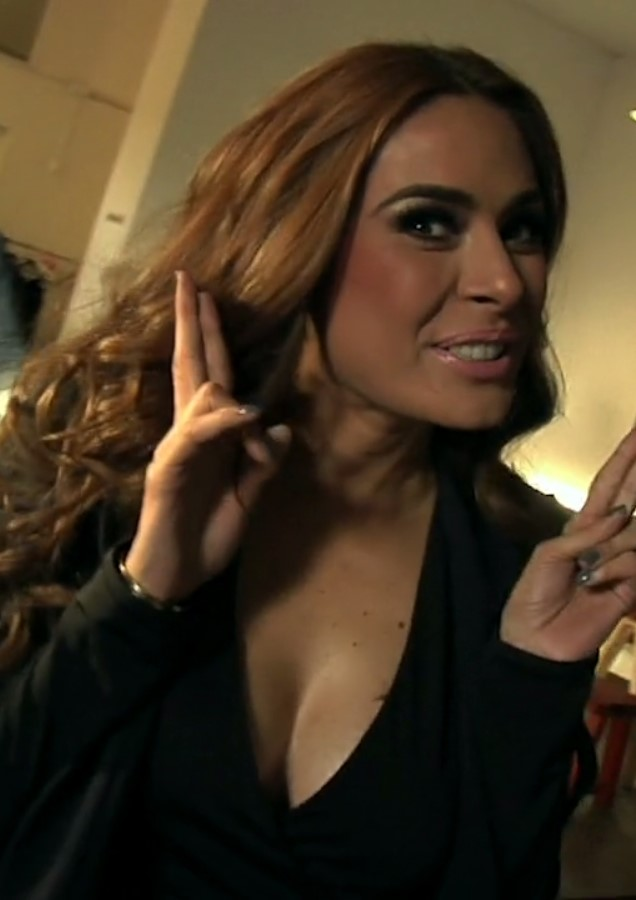

Martha Galilea Montijo Torres (* 5. Juni 1973 in Guadalajara) ist eine mexikanische Fernsehschauspielerin und -moderatorin.
Montijos Laufbahn beim Fernsehen begann, als sie 1993 den Wettbewerb La Chica TV gewann. Es folgten Rollen in Telenovelas wie El Premio mayor (1995), Azul (1996), Tres mujeres (1999), El precio de tu amor (2000), La Verdad Oculta (2006) und Hasta que el dinero nos separe (2010). 2003 gewann sie den Großen Preis beim Reality-TV-Wettbewerb Big Brother VIP.
Von 2001 bis 2005 arbeitete sie als Moderatorin bei VidaTV. Weiterhin moderierte sie Sendungen wie Teleton Mexoamerica, Pequenos Gigantes, Pequenos Gigantes 2, Cuanto Queres Perder?, La hora de la Papa und Buscando a Timbiriche. Seit 2013 ist sie Moderatorin von Hoy, einer täglichen Morgenshow bei Televisa.